# جف وال
جف وال (انگلیسی: Jeff Wall؛ زادهٔ ۲۹ سپتامبر ۱۹۴۶) عکاس، و نقاش اهل کانادا است.
وی همچنین برندهٔ جوایزی همچون جایزه هاسلبلاد شده‌است.

## زندگی‌نامه
جف وال در سال ۱۹۴۶ در شهر ونکوور در جنوب غربی کانادا به دنیا آمد. پدر پزشک بود و مادرش خانه‌دار. از بچگی با دنبال کردن اخبار و وقایع در مجلات هنری، علاقه اش به نقاشی را نشان می‌داد و تحت حمایت والدینش استودیویی در کنار باغچهٔ خانه برای خودش راه انداخت. در شانزده سالگی تجربه دیدن نمایشگاه بزرگی از آثار هنرمندان اکسپرسیونیست انتزاعی در آمریکا تأثیر عمیقی بر وی گذاشت. در هجده سالگی به دانشگاه «بریتیش کلمبیا» رفت و در «رشته هنرهای زیبا» مشغول به تحصیل شد. سپس در سال ۱۹۷۰ مدرک فوق لیسانس «تاریخ هنر» را نیز از همان دانشگاه دریافت کرد. او که در ایام تحصیل خود به شدت علاقه‌مند به نو گرایی‌های هنرمندان مفهومی آن سال‌ها شده بود، به تدریج راه خود را از نقاشی به سمت آثار «متن محور» و سپس «عکاسی» تغییر داد.
وال همان سال ونکوور را به همراه خانواده‌اش ترک کرد تا در «مؤسسهٔ هنری کورتولد» دکترای «تاریخ هنرش» را (با تمرکز بر پروژه ای تحقیقاتی در مورد دادائیسم) دنبال کند. در آنجا بود که عشقی عمیق به نقاشان کلاسیک قرن نوزده (مانه، ژریکو، دگا و …) آرام آرام در وجودش رشد کرد. او پس از بازگشت به کانادا ضمن تدریس، تجربه‌های شخصی و هنری خود را با تمرکز و جدیت بیشتری دوباره آغاز نمود و تحت تأثیر جلوه‌های فریبندهٔ تابلوهای تبلیغاتی نورانی در ایستگاه‌های اتوبوس، تصمیم گرفت تا عکس‌هایش را روی ورقه‌های نیمه شفاف «سیبا کروم» چاپ کند و آن‌ها را روی «جعبه‌های نوری» نمایش دهد.
«اتاق منهدم شده» نخستین اثر قابل تأمل اوست که سال ۱۹۷۸ در اولین نمایشگاه انفرادی وی به نمایش درآمد و موجب شهرتش شد. این عکس نیز همچون دیگر آثار وال (بعد از آن تا به امروز)، صحنه پردازی شده‌است و ارجاعات آشکار و پنهانی به تاریخ هنر و تاملات فلسفی، پیرامون مسئله «بازنمایی» دارد. در این تصویر، ما روایت معاصری از تجربه آشوب و آشفتگی در تابلوی «مرگ ساردانا پالوس» (۱۸۲۷) اثر «اوژن دلاکروئا» را می‌بینم.
جف وال چه در زندگی هنرمندانه‌اش و چه به عنوان یک تئوریسین، نسبت‌های عمیقی با فلسفه دارد و از میان فیلسوفان، بیشترین تأثیرات را از فیلسوف آلمانی- یهودی والتر بنیامین (۱۹۴۰–۱۸۹۲) بیشترین تأثیر را پذیرفته‌است. والتر بنیامین میان تجربه بی‌واسطه روزمره (Erlebuis) و تجربه اصیل یا فلسفی (Erfahrung) تفاوت قائل است. هدف حقیقی آثار بنیامین بدل کردن تجربه روزمره به تجربه حقیقی است. یافتن وجهه‌ای خاص در بطن روزمرگی‌ها. یافتن «تاریخ» در بطن امور صرفاً تاریخی، به منظور بازیافت نیروهای سرکوب شده گذشته برای بنا کردن آینده‌ای بهتر.